# Liste der Bodendenkmale im Landkreis Mittelsachsen

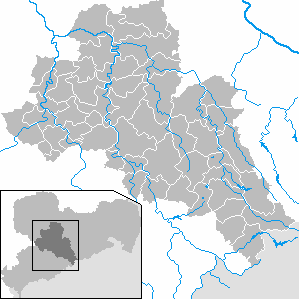
Karte des Landkreises Mittelsachsen

In der Liste der Bodendenkmale im Landkreis Mittelsachsen sind die Bodendenkmale im Erzgebirgskreis nach dem Stand der Auflistung von Harald Quietzsch und Heinz Jacob aus dem Jahr 1982 aufgeführt. Eventuelle Änderungen und Ergänzungen, insbesondere aus der Zeit nach der Wende, sind nicht berücksichtigt, da für Sachsen aktuell keine neueren allgemein zugänglichen Bodendenkmallisten vorliegen. Die Kulturdenkmale sind in der Liste der Kulturdenkmale im Landkreis Mittelsachsen aufgeführt.
Diese Liste ist eine Teilliste der Liste der Bodendenkmale in Sachsen.

## Aufteilung
Wegen der großen Anzahl von Bodendenkmalen im Landkreis Mittelsachsen ist diese Liste in Teillisten nach den Städten und Gemeinden aufgeteilt.
| Karte | Bodendenkmale in …     | Denkmale |
| ----- | ---------------------- | -------- |
|       | Altmittweida           |          |
|       | Augustusburg           |          |
|       | Bobritzsch-Hilbersdorf |          |
|       | Brand-Erbisdorf        |          |
|       | Burgstädt              |          |
|       | Claußnitz              |          |
|       | Döbeln                 |          |
|       | Dorfchemnitz           |          |
|       | Eppendorf              |          |
|       | Erlau                  |          |
|       | Flöha                  |          |
|       | Frankenberg/Sa.        |          |
|       | Frauenstein            |          |
|       | Freiberg               |          |
|       | Geringswalde           |          |
|       | Großhartmannsdorf      |          |
|       | Großschirma            |          |
|       | Großweitzschen         |          |
|       | Hainichen              |          |
|       | Halsbrücke             |          |
|       | Hartha                 |          |
|       | Hartmannsdorf          |          |
|       | Jahnatal               |          |
|       | Königsfeld             |          |
|       | Königshain-Wiederau    |          |
|       | Kriebstein             |          |
|       | Leisnig                |          |
|       | Leubsdorf              |          |
|       | Lichtenau              |          |
|       | Lichtenberg/Erzgeb.    |          |
|       | Lunzenau               |          |
|       | Mittweida              |          |
|       | Mühlau                 |          |
|       | Mulda/Sa.              |          |
|       | Neuhausen/Erzgeb.      |          |
|       | Niederwiesa            |          |
|       | Oberschöna             |          |
|       | Oederan                |          |
|       | Penig                  |          |
|       | Rechenberg-Bienenmühle |          |
|       | Reinsberg              |          |
|       | Rochlitz               |          |
|       | Rossau                 |          |
|       | Roßwein                |          |
|       | Sayda                  |          |
|       | Seelitz                |          |
|       | Striegistal            |          |
|       | Taura                  |          |
|       | Waldheim               |          |
|       | Wechselburg            |          |
|       | Weißenborn/Erzgeb.     |          |
|       | Zettlitz               |          |